# Muribeca
Muribeca is een gemeente in de Braziliaanse deelstaat Sergipe. De gemeente telt 7.466 inwoners (schatting 2009).
De gemeente grenst aan Aquidabã, Malhada dos Bois en Capela (Sergipe).